# Gösta Bredefeldt
Gösta Johan Harwey Bredefeldt, född 19 december 1935 i Vasa församling, Göteborg, död 10 januari 2010 i Maria Magdalena församling, Stockholm, var en svensk skådespelare och dramatiker. Han var far till skådespelerskan Ellen Bredefeldt och sångerskan samt sångpedagogen Maria Bredefeldt, äldre bror till skådespelaren Hans Bredefeldt och farfar till skådespelarna Edvin, Nora och Einar Bredefeldt.

## Biografi
Gösta Bredefeldt arbetade i sin ungdom med diverse yrken som piccolo, guldsmedslärling och var även en tid till sjöss. När han återkom till Göteborg uttryckte han en önskan om att få sjunga med orkester och hamnade på teaterskolan Pickwickklubben. Han blev engagerad vid Folkets Husteatern 1953 och vidareutbildade sig sedan vid Gösta Terserus teaterskola i Stockholm. Efter detta flyttade han till Finland och verkade under ett drygt decennium vid olika scener som Svenska Teatern i Helsingfors 1957–1959, 1965–1966, Svenska Teatern i Vasa 1959–1962 samt Svenska Teatern i Åbo 1962.
Vid återkomsten till Stockholm kom han till Stockholms stadsteater 1967 där han förblev i tjugosex år med smärre uppehåll för frilansarbete. 1970 fick han sin första stora huvudroll i  den av Pelle Berglund regisserade filmen om Salaligan, Den magiska cirkeln. Vid Stadsteatern var han medlem i den grupp som framförde Suzanne Ostens, på sin tid, uppmärksammade och nydanande dramatik såsom "Ge mig adressen" m.fl. Ett flertal av dessa har också gjorts för TV som t.ex. Moa, Östen och Stellan (1974), som byggde på uppsättningen "Ge mig adressen" (1972), och "Kärleksföreställningen" (1975). 
Bredefeldt uttryckte en vardaglig vanlighet utan större åthävor i sitt spel och han värjde sig även mot alla former av stjärndyrkan när det gäller skådespeleri. Som yngre var han något av en politisk rebell på yttre vänsterkanten vilket måhända avspeglas i Lars Molins Kunglig toilette (1986) där han porträtterar ett vice kommunalråd som håller på sin ungdoms radikala ideal och vägrar fjäska för kungligheterna. De senare åren präglades dock av mer patriarkala roller, kanske ett resultat av hans auktoritativa framtoning. Tydliga exempel är byggmästaren i Tre kärlekar (1989 och 1991), arkitektfadern i TV-serien Storstad (1991) och hotellägaren i Hotel Seger (2000–2001). Hans sista filmroll blev i Män som hatar kvinnor (2009). 
Han var också verksam som regissör och lärare vid Scenskolan. 1974 erhöll han Teaterförbundets Daniel Engdahl-stipendium.
Bredefeldt avled 2010 i vad som förmodas ha varit ett slaganfall. Han är begravd på Maria Magdalena kyrkogård i Stockholm.

## Roller i urval

### Film
- 1961 – Stöten
- 1969 – Made in Sweden
- 1970 – Den magiska cirkeln
- 1971 – Badjävlar
- 1971 – Troll
- 1972 – Ville, Valle och Viktor och den mystiske mannen (TV-serie)
- 1972 – Ture Sventon, privatdetektiv
- 1974 – Huset Silfvercronas gåta (TV-serie)
- 1974 – En handfull kärlek
- 1974 – Kvarteret Oron (TV-serie)
- 1975 – Ungkarlshotellet
- 1975 – Den vita väggen
- 1975 – Robert och Jessica (TV-serie)
- 1975 – Kärleksföreställningen
- 1975 – Nisse och Greta (TV-serie)
- 1976 – Drömmen om Amerika: En film om Hjert och Tector
- 1977 – Ärliga blå ögon (TV-serie)
- 1978 – Danmarksresan
- 1979 – Den nya människan
- 1979 – Barbies värld
- 1986 – Kunglig toilette
- 1986 – Ester – om John Bauers hustru
- 1987 – Don Juan
- 1989 – Kronor av kristall
- 1989 – Tre kärlekar (TV-serie)
- 1990 – Kära farmor (TV-serie)
- 1990 – Fiendens fiende (TV-serie)
- 1991 – Storstad (TV-serie)
- 1991 – "Harry Lund" lägger näsan i blöt!
- 1992 – Kusiner i kubik (TV-serie)
- 1992 – Hassel – De giriga
- 1992 – Kvällspressen (TV-serie)
- 1992 – Blueprint (TV-serie)
- 1992 – Kejsarn av Portugallien
- 1993 – Rederiet (TV-serie) (även 2000)
- 1993 – Mannen på balkongen
- 1993 – Tomtemaskinen (TV-serie)
- 1994 – Pillertrillaren
- 1994 – Den vite riddaren (TV-serie)
- 1994 – Fallet Paragon (TV-serie)
- 1995 – Jönssonligans största kupp
- 1995 – Radioskugga (TV-serie)
- 1995 – girl friends – Freundschaft mit Herz (TV-serie)
- 1996 – Zonen (TV-serie)
- 1998 – Den tatuerade änkan
- 1998 – Ivar Kreuger (TV-serie)
- 1999 – Sjön
- 1999 – Dödsklockan
- 2000 – Fem gånger Storm (TV-serie)
- 2000 – Hotel Seger (TV-serie)
- 2006 – Moreno och tystnaden
- 2006 – Wellkåmm to Verona
- 2006 – Keillers park
- 2009 – Män som hatar kvinnor

## Manus
- 1972 – Ville, Valle och Viktor och den mystiske mannen (TV-serie)

## Teater

### Roller
| År   | Roll                      | Produktion | Regi               | Teater                 |
| ---- | ------------------------- | --- | ------------------ | ---------------------- |
| 1960 | Lasse Helin               | Strömkarlen Björn-Erik Höijer | Lars-Erik Liedholm | Wasa Teater            |
| 1968 | Volker                    | Jaktscener Martin Sperr | Ernst Günther      | Stockholms stadsteater |
| 1970 | Herr Miller Kammartjänare | Kärlek och politik Freidrich von Schiller | Anders Carlberg    | Stockholms stadsteater |
| 1972 | Blomman                   | Bellman, Blomman, Baby och Bruden Gösta Bredefeldt, Lars Hansson, Liselotte Nilsson, Suzanne Osten och Lena Söderblom                                  | Suzanne Osten      | Stockholms stadsteater |
| 1973 | Medverkande               | Kärleksföreställningen Suzanne Osten | Suzanne Osten      | Stockholms stadsteater |
| 1974 | Vildman                   | Föräldrarna Gösta Bredefeldt, Rolf Björkholm, Lars Hansson, Annicka Kronberg, Kenneth Gustavsson, Jan Erik Lindqvist, Suzanne Osten och Lena Söderblom | Suzanne Osten      | Stockholms stadsteater |
| 1974 | Medverkande               | Siden, sammet, trasa, lump Britt Edwall, Lena Söderblom och Gösta Ekman                                                                                | Gösta Ekman        | Stockholms stadsteater |
| 1980 | Amundsen                  | Terra Nova Ted Tally | Fred Hjelm         | Stockholms stadsteater |
| 1980 | Kilman Höna 2             | Hoppla, vi lever Ernst Toller | Fred Hjelm         | Stockholms stadsteater |
| 1985 | Puntila                   | Herr Puntila och hans dräng Matti Bertolt Brecht | Fred Hjelm         | Stockholms stadsteater |
| 1987 | Carlsson                  | Möss och människor John Steinbeck | Fred Hjelm         | Stockholms stadsteater |

### Regi
| År   | Produktion     | Upphovsmän   | Teater      |
| ---- | -------------- | ------------ | ----------- |
| 1983 | Snöbollskriget | Hagar Olsson | Riksteatern |

## Radioteater

### Roller
| År   | Roll | Produktion                                | Regi          |
| ---- | ---- | ----------------------------------------- | ------------- |
| 1970 | Tom  | Bilbo - En Hobbits äventyr J.R.R. Tolkien | Staffan Olzon |